# Christmas Lights
Christmas Lights è un singolo del gruppo musicale britannico Coldplay, pubblicato il 1º dicembre 2010 dalla Parlophone.

## Promozione
La data di pubblicazione del singolo è stata annunciata attraverso il sito ufficiale della band il 24 novembre 2010. La data fu poi posticipata in favore del 1º dicembre dello stesso anno.
I Coldplay hanno anche pubblicato tre brevi video attraverso la loro pagina di Ping su iTunes, che mostrano le fasi della creazione del videoclip e il relativo dietro le quinte.

## Video musicale
Le discussioni sul video sono cominciate un mese prima della sua uscita. Il programma originale era girare un semplice video ad Oxford Street, in quanto il luogo è citato nel testo della canzone. Dopo ciò molte altre opzioni sono state analizzate come un video simile a quello di All You Need Is Love dei Beatles con il gruppo ed amici nello studio. Ma quell'idea è stata esclusa mentre i Coldplay erano a metà della registrazione di un album, quindi ciò avrebbe potuto disturbare il corso della registrazione. Un'altra idea per il video ha incluso il fatto di girare il video al Willesden Music Hall. Finalmente, hanno deciso di invitare il designer Misty Buckley per il progetto e le idee per il video finale cominciarono a delinearsi. Dopo un appuntamento allo studio il cui nome è The Bakery tutte le idee sono state stabilite e l'unica cosa che mancava era la locazione per le riprese. Alcuni posti proposti erano i tunnel sotto Waterloo e il tetto di John Lewis, tuttavia essi hanno scelto la South Bank, solo cinque giorni prima delle riprese.
I Coldplay hanno iniziato a girare il video musicale il 24 novembre. Il video sembra essere una ripresa continua, filmato con un'unica telecamera, sappiamo, però, che per girare il video sono state necessarie varie ore di lavoro e molte riprese. Ciò lascia immaginare che il prodotto finito sia frutto di molti tagli, abilmente nascosti.
Il video comincia con un giradischi in cui viene fatto girare un disco d'epoca, sul quale è chiaramente scritto "Christmas Light, Coldplay). La telecamera fa una panoramica su un pianoforte dai tasti variopinti, che suona da solo e poi sui quattro membri del gruppo, sdraiati sul palco e ripresi dall'alto. Ultimo ad essere ripreso è Martin che canta la prima strofa della canzone. La telecamera con un'ulteriore panoramica si allontana dalla band per tornare al pianoforte variopinto che continua a suonare da solo. Martin, come per magia, levita dal suolo e comincia a suonare il pianoforte cantando la seconda strofa del brano. Gli altri componenti della band, che erano scomparsi, vengono rivelati da un sipario rosso. Nel corso della esibizione, oltre ai fuochi d'artificio, si vedrà meglio il palco, quasi completamente di legno, che riporta in alto la scritta "Credo Elvem Etiam Vivere" che in latino significa "Credo Che Elvis Viva Ancora". I riferimento ad Elvis Presley è anche presente nel testo della canzone: mentre la band suona la strofa "Like some drunken Elvis singing" (in italiano: "Come qualche Elvis ubriaco che canta") dal sipario compaiono tre attori (si tratta di persone affettivamente legate ai Coldplay: l'attore britannico Simon Pegg, il "quinto membro" dei Coldplay Phil Harvey e Tim Crompton, amico della band e frontman degli High Wire) che, vestiti da Elvis, suonano il violino. La scena si sposta, sempre senza tagli, in una barca sul Tamigi su cui un centinaio di fan lanciano dei palloncini colorati. La telecamera torna sulla band che termina la canzone tra i fuochi di artificio.
Il video è stato diretto da Mat Whitecross, amico del gruppo da molto tempo che ha diretto altri video dei Coldplay come Bigger Stronger e Lovers in Japan.
Solo poche ore dopo la pubblicazione del video, questo è stato rimosso da YouTube dopo che l'IFPI ha denunciato una violazione del copryright, sebbene il video fosse su uno dei canali ufficiali dei Coldplay. Comunque, a partire dal 21 dicembre 2010 il video è stato ripristinato.

## Tracce
Download digitale
1. Christmas Lights – 4:02

7"
- Lato A

1. Christmas Lights – 4:02

- Lato B

1. Have Yourself a Merry Little Christmas (Jo Whiley, BBC Radio 1 Session) – 2:19

## Classifiche
| Classifica (2010-2023) | Posizione massima |
| ---------------------- | ----------------- |
| Australia              | 32                |
| Austria                | 17                |
| Belgio (Fiandre)       | 9                 |
| Belgio (Vallonia)      | 8                 |
| Canada                 | 18                |
| Danimarca              | 10                |
| Finlandia              | 3                 |
| Germania               | 26                |
| Irlanda                | 15                |
| Italia                 | 2                 |
| Norvegia               | 8                 |
| Nuova Zelanda          | 34                |
| Paesi Bassi            | 2                 |
| Polonia                | 69                |
| Regno Unito            | 13                |
| Repubblica Ceca        | 59                |
| Slovacchia             | 71                |
| Spagna                 | 14                |
| Stati Uniti            | 25                |
| Svezia                 | 19                |
| Svizzera               | 10                |

## Cover
- Nel 2013 il gruppo pop punk Yellowcard ha realizzato una cover del brano per la compilation natalizia Punk Goes Christmas.[13]